# Hippocampus algiricus
Hippocampus algiricus är en fiskart som beskrevs av Johann Jakob Kaup 1856. Hippocampus algiricus ingår i släktet sjöhästar och familjen kantnålsfiskar. IUCN kategoriserar arten globalt som sårbar. Inga underarter finns listade i Catalogue of Life.